# Ɐ

Der Buchstabe verglichen mit A/a, in Fonts Arial, Times New Roman, Cambria und Gentium, untere Zeile kursive Formen

Das Ɐ (kleingeschrieben ɐ) ist ein Buchstabe des lateinischen Schriftsystems. Er besteht aus einem auf dem Kopf stehenden A.
Der Buchstabe ist schon seit längerem als phonetisches Zeichen in Gebrauch und wird in Texten (hauptsächlich solchen auf Kornisch) verwendet, um einen Laut wie das kurze O im Deutschen (IPA: ɔ) darzustellen. Der Kleinbuchstabe ɐ wird außerdem im internationalen phonetischen Alphabet für den fast offenen Zentralvokal verwendet.
Nicht verwechseln sollte man das Zeichen mit ∀, das in der Mathematik für den Allquantor verwendet wird. Dieses stellt ebenfalls ein gedrehtes A dar; allerdings handelt es sich nicht um einen Buchstaben, sondern um ein mathematisches Symbol.

## Darstellung auf dem Computer
Unicode enthält das Ɐ an den Codepunkten U+2C6F (Großbuchstabe) und U+0250 (Kleinbuchstabe).